# Baix Rin
El Baix Rin (67) (en francès Bas-Rhin, en alsacià Underelsàss i en alemany Unterrhein) és un departament francès situat a Alsàcia. En alsacià s'anomena per la denominació tradicional Unterelsass (Baixa Alsàcia).